# Hugo Rodríguez Guerrero
Hugo Rodríguez Guerrero (Tunca del Medio, San Vicente de Tagua Tagua, 17 de julio de 1937—Viña del Mar, 6 de junio de 2003), fue un político chileno, que ejerció como diputado entre 1990 y 1994.

## Biografía
Nace el 17 de julio de 1937. Sus estudios básicos los realiza en la Escuela Consolidada de San Vicente, mientras que los secundarios en el Liceo de Rengo. Posteriormente, se titula como profesor en la Escuela Normal José Abelardo Núñez. Contrajo matrimonio con Emma De Marcos, teniendo cuatro hijos.

### Vida pública
Una vez egresado, trabaja una década en la Escuela Consolidada y en el Colegio El Salvador de San Vicente de Tagua-Tagua, destacándose como dirigente gremial del Colegio de Profesores.
Inicia sus actividades políticas en 1956 al incorporarse a la Falange Nacional. Al año siguiente, se inscribe en el Partido Demócrata Cristiano. Dentro de esta última colectividad, ocupa varios cargos, entre los que sobresale su desempeño como jefe comunal de la campaña presidencial de Eduardo Frei y de las parlamentarias de 1965, 1969 y 1973. También, es Presidente comunal durante doce años, en períodos alternados. 
En 1965 se incorpora a INDAP (Instituto de Desarrollo Agropecuario) y como Jefe de Área desarrolla una importante labor en la organización campesina, tanto en materia sindical, como en la formación de comités de pequeños agricultores y de cooperativas en el valle de Cachapoal. En 1974 es exonerado de su cargo, por lo que se dedica a actividades empresariales independientes.
Más adelante, cumple las funciones de dirigente provincial y delegado ante la Junta Nacional además, de ser presidente comunal del Comité de Elecciones Libres y luego del Comando por el NO.
Entre otras funciones, fue también rotario y miembro de la Cámara de Comercio.
En 1989 es electo Diputado por la Sexta región, distrito N° 34 (San Fernando, Chimbarongo, San Vicente, Peumo, Pichidegua, Las Cabras), para el período de 1990 a 1994. Integra las Comisiones de Agricultura, Desarrollo Rural y Marítimo.

## Historial electoral

### Elecciones parlamentarias de 1989
- Elecciones parlamentarias de 1989 a Diputado por el distrito 34 (San Fernando, Chimbarongo, Las Cabras, Peumo, Pichidegua, San Vicente de Tagua Tagua).[1]

### Elecciones parlamentarias de 1993
- Elecciones parlamentarias de 1993 a Diputado por el distrito 34 (San Fernando, Chimbarongo, Las Cabras, Peumo, Pichidegua, San Vicente de Tagua Tagua).[2]